# Diecéze ascalonská
Diecéze Ascalon je titulární diecéze římskokatolické církve.

## Historie
Ascalon, moderní město Izraele odpovídá starobylému Ashkelon, což je starobylé biskupské sídlo v římské provincii Palestina I. Byla součástí jeruzalémského patriarchátu a sufragánnou arcidiecéze Caesarea v Palestině. 
Ve středověku bylo město obsazeno křižáky (1113-1270), kteří postavili dva velké kostely, nyní zničené, zasvěcené Panně Marii a Sv. Janu. V tomto období bylo město sídlem diecéze latinského ritu; první biskup byl Absalom, kanovník Božího Hrobu v Jeruzalémě.
Dnes je využívána jako titulární biskupské sídlo; v současnosti je bez titulárního biskupa.

## Seznam biskupů
- Longinus (zmíněn roku 315)
- Sabinus (zmíněn roku 325)
- Auxentius (zmíněn roku 381)
- Iovinus (zmíněn roku 415)
- Leontius (před rokem 449 - po roce 451)
- Athanasius (zmíněn roku 497)
- Antonius (před rokem 518 - po roce 532)
- Dionisius (zmíněn roku 536)
- Narses (po roce 614)
- Neznámý (zmíněn roku 930/940)

## Seznam titulárních biskupů
- 1327 - ? Donatus
- 1375 - ? Alexius
- ? - ? Hermanus
- 1391 - ? Matthaeus de Frankenberg, O.E.S.A.
- 1410 - ? Guglielmus
- 1455 - ? Jacobus Flucke, O.P.
- 1481 - ? Bertrandus Albergerii
- 1489 - ? Bernardino de Vacchis di Saluzzo
- 1498 - 1512 Kaspar Grünwald, O.P.
- 1503 - ? Rodolfo Heylesdon
- 1509 - 1532 Paul Huthen
- 1518 - 1518 Johann Spyser
- 1518 - ? Pietro de Albo
- 1518 - 1548 Melchior Fattlin
- 1525 - ? Giovanni de Tholde
- 1531 - ? Guglielmo Duffid, O.F.M.
- 1534 - 1534 Maternus Pistor
- 1551 - 1574 Jakob Eliner
- 1551 - 1568 Wolfgang Westermeyer
- 1570 - ? Pedro de Coderos
- 1574 - 1606 Balthasar Wurer
- 1577 - 1587 Nikolaus Elgard
- 1606 - 1608 Valentin Mohr, O.S.B.
- 1609 - 1611 Cornelius Gobelius
- 1615 - 1633 Christoph Weber
- 1622 - ? Jerónimo González
- 1634 - 1674 Heinrich Wolter von Streversdorf, O.E.S.A.
- 1636 - 1641 Francisco Garcia Mendes, S.J.
- 1679 - 1693 François Deydier, M.E.P.
- 1696 - 1709 Álvaro Benavente, O.S.A.
- 1718 - 1719 Dominique Marie Varlet
- 1767 - 1772 Gioacchino Maria Pontalti, O.Carm.
- 1773 - 1776 Franz Karl Maria Cajetan von Firmian
- 1778 - 1801 Jean-Marie Cuchot d'Herbain
- 1826 - ? Pasquale Giusti
- 1849 - 1865 Ignazio de Bisogno
- 1867 - 1887 Johann Gabriel Léon Louis Meurin, S.J.
- 1888 - 1891 Domenico Maria Valensise
- 1895 - 1898 Francis Edward Joseph Mostyn
- 1898 - 1898 Alejandro Cañál, O.P.
- 1899 - 1900 Luigi Finoja
- 1902 - 1902 Giovanni Régine
- 1903 - 1917 Isidoro Badía y Sarradel
- 1918 - 1938 Wojciech Stanisław Owczarek
- 1938 - 1966 Paul-Laurent-Jean-Louis Mazé, SS.CC.